# Sya landskommun
Sya landskommun var en tidigare kommun i Östergötlands län.

## Administrativ historik
När 1862 års kommunalförordningar trädde i kraft inrättades i Sverige cirka 2 500 kommuner. Huvuddelen av dessa var landskommuner (baserade på den äldre sockenindelningen), vartill kom 89 städer och åtta köpingar. I Sya socken i Vifolka härad i Östergötland inrättades då denna kommun.
Vid kommunreformen 1952 uppgick denna  i storkommunen Vifolka landskommun som 1971 uppgick i Mjölby kommun.

## Politik

### Mandatfördelning i Sya landskommun 1938-1946
| 1 | 14 |

| 15 |

| 2 | 13 |

| 15 |

| 1 | 9 | 5 |

| 15 |